# Your Latest Trick
«Your Latest Trick» — композиция британской рок-группы Dire Straits, которая вышла на лонгплее Brothers in Arms, а также на концертном альбоме — On the Night, позже та же концертная версия появилась на сборнике Sultans of Swing: The Very Best of Dire Straits. Также, полноформатная студийная версия песни, была включена в компиляцию The Best of Dire Straits & Mark Knopfler: Private Investigations.

## Особенности песни
Вступительное соло на саксофоне очень популярно среди покупателей музыкальных магазинов во время тестирования нового инструмента, так же как песня «Stairway to Heaven» Led Zeppelin популярна при опробовании гитар.
На оригинальной записи это соло играет Майкл Брекер, в то время как в концертных турах, посвященных альбомам Brothers in Arms и On Every Street, его исполняет Крис Уайт.
Также это соло фигурирует в качестве музыкальной темы сериала «Files of Justice», телеканала TVB.
В начале 2000-х мелодию композиции заимствовал Доминик Джокер, бывший солист и композитор группы 2+2, для своей песни «Стучит по клавишам дождь».

## Список композиций
Автор всех композиций — Марк Нопфлер.
7"
1. «Your Latest Trick»
2. «Irish Boy»
3. «The Road»

12" maxi
1. «Your Latest Trick» — 6:28
2. «Irish Boy» — 4:36
3. «The Long Road» — 7:13

## Хит-парады
| Хит-парад (1986)     | Высшая позиция |
| -------------------- | -------------- |
| Irish Singles Chart  | 6              |
| UK Singles Chart     | 26             |
| Хит-парад (1993)1    | Высшая позиция |
| French Singles Chart | 1              |

1 EP «Your Latest Trick» / «Encores»